# 12:08 к востоку от Бухареста
«12:08 к востоку от Бухареста» (рум. A fost sau n-a fost?) — художественный фильм румынского режиссёра Корнелиу Порумбою, снятый по собственному сценарию в 2006 году.

## Сюжет
Владелец небольшой частной телестудии в одном из провинциальных румынских городов (Васлуй), являющийся по совместительству и основным ведущим, организовал в канун Рождества телевизионную передачу, которая должна помочь ответить на вопрос — была или нет шестнадцать лет назад революция в их городке, или ликующий народ заполнил главную городскую площадь уже после официального известия о бегстве Чаушеску.
В студию были приглашены два гостя — учитель Тибериу Манеску и пенсионер Эманоил Пишочи. Манеску пытался заверить аудиторию, что он со своими коллегами организовал акцию протеста, которая была пресечена переодетыми в штатское сотрудниками госбезопасности. В маленьком городке, где каждый знает всё о своём соседе, нет возможности уклониться от неизбежного сползания любого разговора на бытовой уровень, и уже после первых звонков телезрителей серьёзная передача превратилась в личностную перебранку.

## В ролях
- Мирча Андрееску — Эманоил Пишочи
- Теодор Корбан — Вирджил Идереску
- Ион Сапдару — Тибериу Манеску
- Мирела Чоаба — жена Манеску
- Кристина Чофу — Вали
- Константин Дита — Тиби
- Луминица Георгиу — Родика Идереску
- Лучан Ифтиме — Лича

## Награды и номинации
Фильм получил ряд наград и номинаций на различных кинофестивалях, в том числе:
- 2006 — приз «Золотая камера» за лучший дебютный полнометражный фильм и приз «Label Europa Cinemas» на Каннском кинофестивале.
- 2006 — призы «Золотой лебедь» Копенгагенского кинофестиваля за лучший фильм и лучший сценарий.
- 2006 — Гран-при «Скифский олень» на Киевском Международном кинофестивале «Молодость»
- 2006 — номинация на премию European Film Awards за лучший сценарий.
- 2006 — участие в конкурсе Братиславского кинофестиваля.
- 2006 — участие в конкурсе Чикагского кинофестиваля.
- 2007 — номинация на премию European Film Awards за лучший фильм по мнению зрителей.
- 2007 — номинация на премию «Независимый дух» за лучший зарубежный фильм.